# Gurutzeta/Cruces (Barakaldo)
Gurutzeta en basc, Cruces en castellà o sovint Gurutzeta/Cruces és el districte número 9 del municipi basc de Baracaldo, a Biscaia, format pels barris de Gurutzeta i La Paz. Té una població aproximada de 13.259 habitants i una densitat de 9.118,98 habitants per quilòmetre quadrat.
Està situat al sud-est de la localitat i limita al nord amb els barris d'Ansio, Lutxana i Llano, a l'est amb el barri de Burceña, al sud amb el barri de Santa Águeda (Serra Sasiburu) i a l'oest amb els barris de Gorostiza i Retuerto. El seu relleu és muntanyós, atès que es considera el començament del vessant nord-est de la Serra Sasiburu, que en tenir una pendent moderada ha fet que s'hi puguin assentar els diferents barris que formen el districte.
En referir-se a la zona de Cruces per extensió popularment se solen incloure els barris adjacents de Llano, Burceña i Lutxana, i fins i tot algunes parts de Retuerto i Gorostiza.

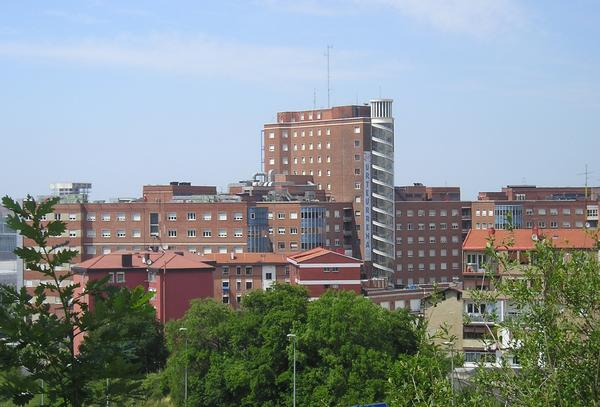
Vista de l'Hospital de Cruces.

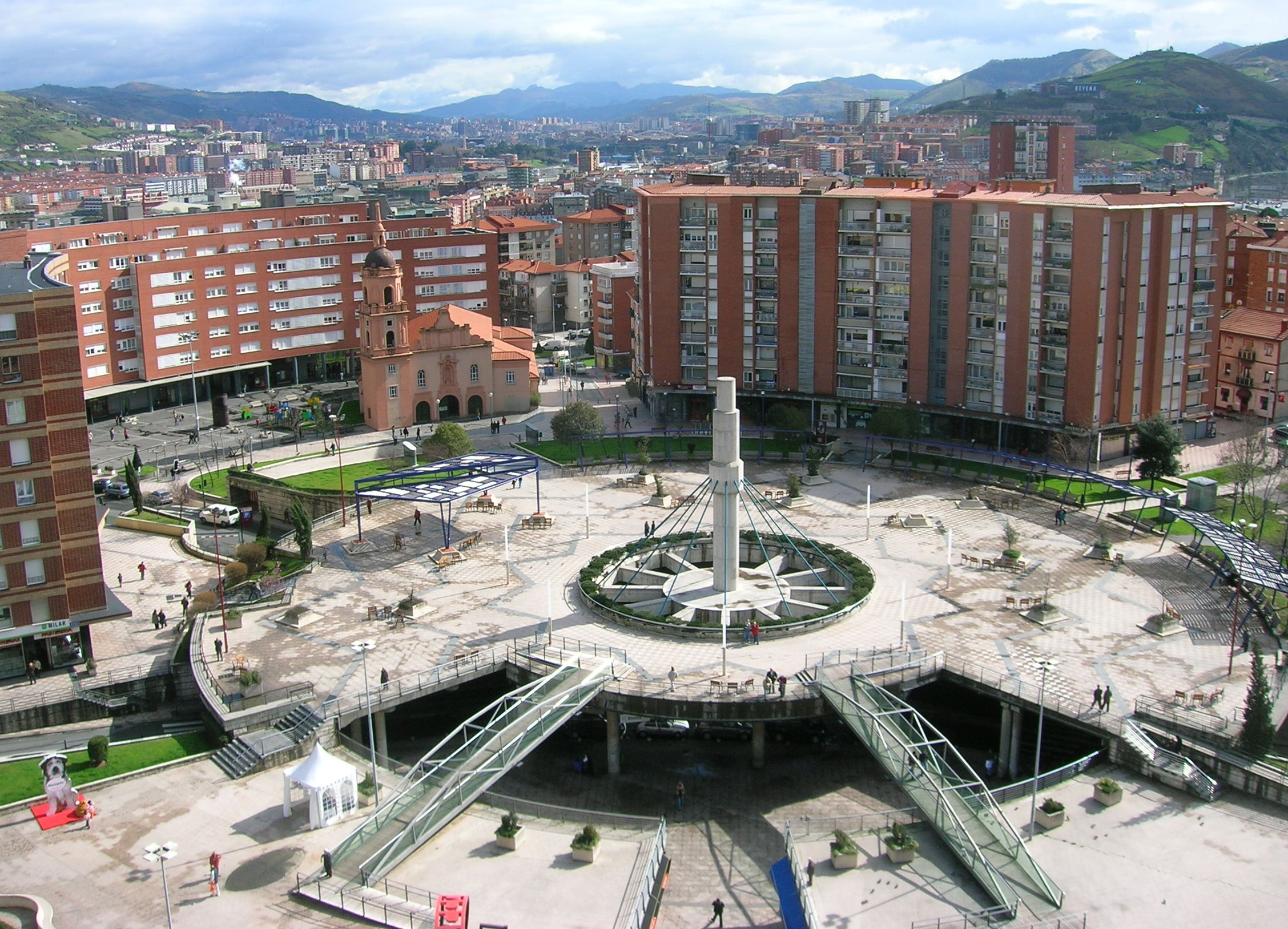
Plaça de Gurutzeta.

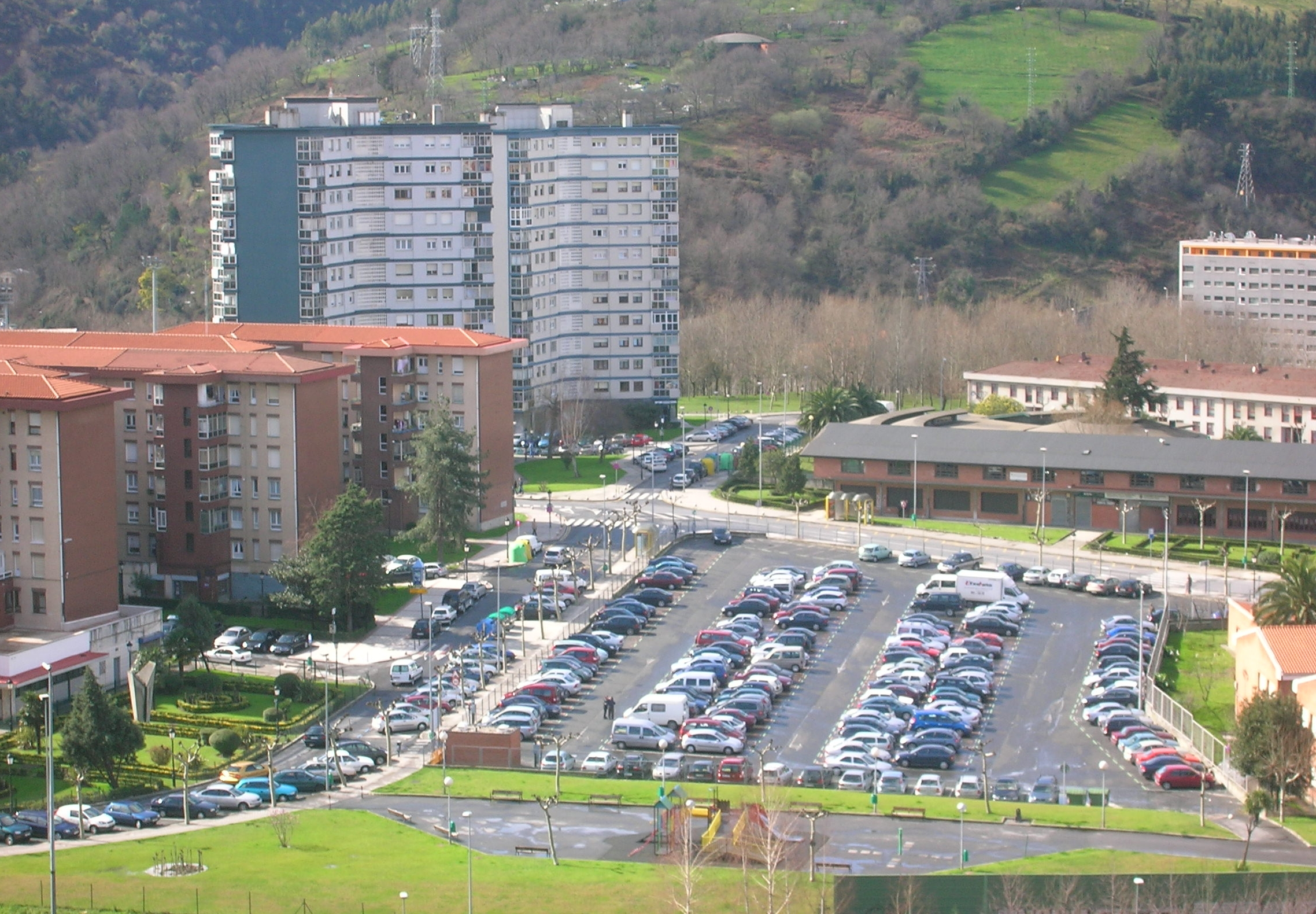
La Paz.

## Barris

### Gurutzeta/Cruces
Situat al costat est, s'hi troba l'Hospital de Cruces del servei de salut pública Osakidetza, l'hospital més gran del País Basc i un dels més importants d'Espanya que al costat de la seva plaça formen el centre neuràlgic del districte. Tot i que el nom popular del barri és Cruces, per als transports públics se sol incloure la denominació en basc de Gurutzeta (traducció literal de Cruces) al costat del nom en castellà.

### La Paz
Se situa a l'altre costat de l'Autovia del Cantàbric (costat oest) i és la prolongació natural de Cruces cap als vessants i les muntanyes properes. Administrativament, de vegades al nom del districte se li uneix el nom d'aquest barri formant-se com a nom de districte Cruces-La Paz encara que actualment (a partir del 2008) la denominació oficial és simplement Cruces.

## Història
Cruces i La Paz es van construir en la dècada dels anys 50 del segle xx, davant la immigració que va atreure a Barakaldo milers de persones per treballar a les fàbriques i ajudat per la proximitat de l'hospital. La fisonomia de Cruces és més típicament urbana, gairebé sense zones verdes, mentre que La Paz està format per blocs alts de pisos que tenen més separació entre ells, cosa que hi possibilita zones verdes i el camp de futbol local de la Siebe, l'Institut de Batxillerat i un ambulatori entre altres serveis. La Paz segueix creixent vessant amunt amb noves construccions en les barriades conegudes com La Siebe-Dinamita o Basatxu.

## Transport interurbà
Al barri de Creus es troba la parada de metro Gurutzeta/Cruces de la línia Línia 2 del metro de Bilbao, a més de parades de diverses línies de Bizkaibus que el situa, en el millor dels casos, a menys de 10 minuts del centre de la capital biscaitarra. També hi ha una parada dels autobusos d'IRB Castro amb destinació i origen Castro Urdiales.

## Persones destacades
- Esty Quesada, coneguda a internet com "Soy una pringada": youtuber, actriu i directora.